# Rio Glodu (Azuga)
O Rio Glodu é um rio da Romênia, afluente do Azuga, localizado no distrito de Prahova.